# Ridaküla (Kadrina)
Ridaküla – wieś w Estonii, w prowincji Virumaa Zachodnia, w gminie Kadrina.